# Groupe communiste, républicain, citoyen et écologiste (franske senat)
Groupe communiste, républicain, citoyen et écologiste (dansk: Gruppen af kommunister, republikanere, borgere og økologer) en venstreorienteret politisk gruppe i det franske senat.
Efter valget til Senatet i september 2017 har gruppen 15 medlemmer. De fleste kommer fra Det franske Kommunistparti.

## Tidligere navne
Senatsgruppen har tidligere været kendt som Kommunisterne (Groupe communiste), Kommunister, republikanere, borgere og senatorer fra Venstrepartiet (Groupe communiste, républicain, citoyen et des sénateurs du Parti de gauche), Kommunister, republikanere og borgere (Groupe communiste, républicain, et citoyen).